# Spirited Away
Spirited Away (japanska: 千と千尋の神隠し Sen to Chihiro no kamikakushi, 'Sens och Chihiros borttrollning'?), är en japansk animerad långfilm från 2001. Den regisserades av Hayao Miyazaki och animerades på Studio Ghibli, med en handling omkring den unga flickan Chihiro och hennes familjs upplevelser i andarnas värld.
Spirited Away är en kritikerrosad film som har vunnit många priser. I Japan såldes över 23 miljoner biobiljetter till filmen, och på den 75:e Oscarsgalan vann den Oscar för bästa animerade film. Filmen låg 2020 som den högst rankade animerade filmen på IMDb:s topplista (plats nummer 27 av 250).

## Handling
Filmen handlar om Chihiro som tillsammans med sina föräldrar flyttar ut på landet. På vägen till familjens nya hus, hamnar de framför en tunnel, efter att Chihiros självsäkre far försökt ta en genväg. Föräldrarna blir nyfikna och vill se vad som finns på andra sidan av tunneln, och Chihiro följer med. Vad de inte är medvetna om är att de nu vandrar in i andarnas och spökenas värld.
Föräldrarna förvandlas till grisar efter att de har frossat på maten som de funnit längs en liten stadsgata som tycks vara öde. Det är den emellertid inte, då den ligger i anslutning till ett stort badhus dit Japans andar och gudaväsen på natten beger sig för att tvätta sig. Chihiro tvingas ta tjänst i badhuset, i sitt letande efter ett sätt att förvandla sina föräldrar till människor igen.

## Rollista
- Chihiro Ogino/Sen (荻野千尋, Ogino Chihiro | 千, Sen)

Chihiro är filmens 10-åriga huvudperson. Under sina äventyr mognar hon från att vara en gnällig, självisk och pessimistisk flicka till en hårt arbetande, hjälpfull och optimistisk ung kvinna. Hon döps om till "Sen" av badhusets ägare, Yubaba (se nedan). Under filmens gång lär hon också känna pojken Haku som är en vattendrake och arbetar på badhuset. Först är Haku inte speciellt vänlig mot henne, då han säger åt henne att lämna platsen innan mörkrets inbrott. Men så småningom växer en vänskap fram mellan dem som sakta utvecklas till en förälskelse. 
- Akio Ogino (荻野明夫, Ogino Akio)

Chihiros far. Han utlöser på grund av sitt impulsiva beteende en rad viktiga händelser i början av filmen och förvandlas i en scen till en gris.
- Yuko Ogino (荻野悠子, Ogino Yūko)

Chihiros mor, som också förvandlas till en gris i filmen.
- Haku/Nigihayami Kohakunushi (ハク, Haku, ord. "vit")

Han är en ung pojke som hjälper Chihiro efter att hennes föräldrar förvandlats till grisar. Han räddar henne från att försvinna och visar hur hon ska få anställning på badhuset. Haku är Yubabas hantlangare och springer ofta ärenden åt henne. Han kan förvandla sig till en drake när han vill. Han är också den flod som Chihiro föll i när hon var liten. Haku är inte speciellt social gentemot andra anställda i badhuset, och den enda han bryr sig om är Chihiro. (Han kommer ihåg Chihiros namn, men inte sitt eget, detta på grund av sitt förhållande med Chihiro.) Yubaba bryr sig bara om honom som sin medhjälpare; när han ligger döende på hennes lägenhetsgolv (i sin inkarnation som drake) vill hon bli av med honom därför att hans blod fläckar hennes golvmatta. Efter att Haku hämtat Chihiro hos Yubabas godhjärtade tvillingsyster Zeniba, berättar Chihiro om sina upplevelser när hon var mindre. I samma ögonblick återfår Haku sina förlorade minnen och blir till en pojke igen. Överlyckliga över att få veta sina sanna identiteter återvänder de till badhuset. 

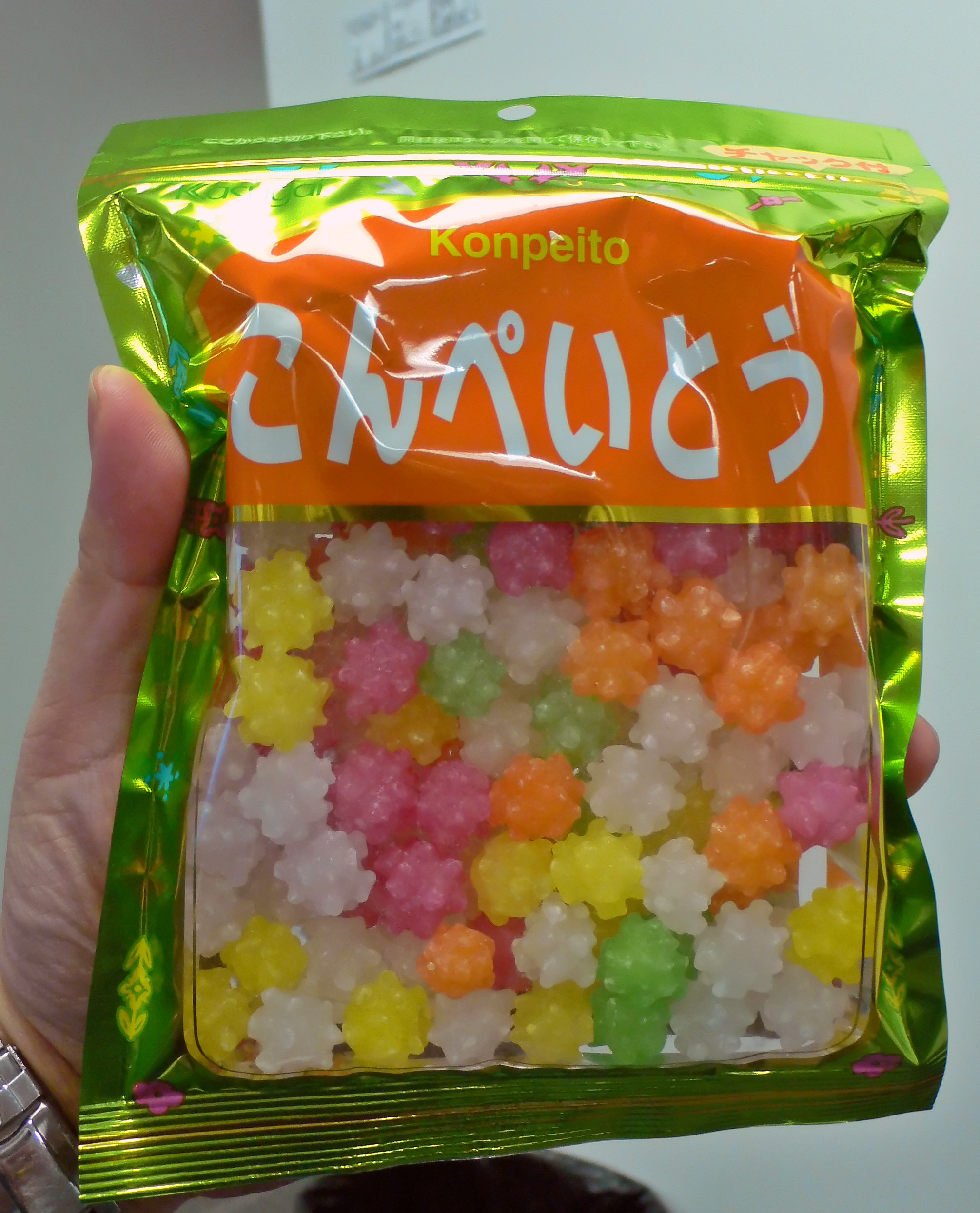
Godispåse med Miyazaki-anknytning. Det här är motsvarigheten till godiset de små sotalverna i badhusets pannrum livnär sig på. Påsen är inköpt i en japansk affär i San Jose i USA (2006).

- Yubaba (湯婆婆 Yubāba, ord. "badtant", "badgumma")

Yubaba är badhusets ägare. Hon har en jättelik bebis i ett rum bredvid sitt kontor. Denna bebis är en av hennes få svagheter och hon gör allt för att få honom att må bra. Yubaba har en tvillingsyster, Zenība, som är hennes fiende men mer fördragsam mot andra människor; i övrigt ser de exakt likadana ut.
- Lin (リン, Rin)

Lin är en ung kvinna som är anställd på badhuset. När hon först träffar Chihiro visar hon bara sin avsky över att stöta på en av dessa i denna värld föraktade människor, men så småningom vinner Chihiro hennes vänskap.

### Röstskådespelare

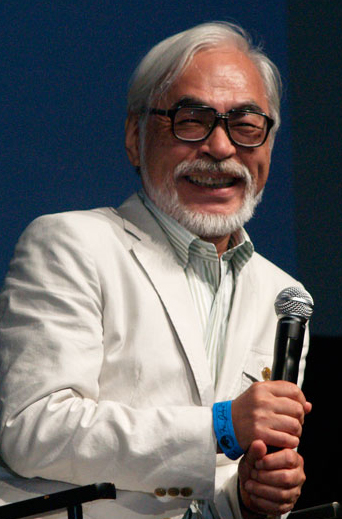
Spirited Away blev en stor succé för Hayao Miyazaki, både i Japan och internationellt. Bilden är från 2009.

| Rollfigur                                                                      | Japansk röst     | Engelsk röst       | Svensk röst                   |
| ------------------------------------------------------------------------------ | ---------------- | ------------------ | ----------------------------- |
| Chihiro Ogino (荻野 千尋 Ogino Chihiro?)/Sen (千?)                             | Rumi Hiiragi     | Daveigh Chase      | Mikaela Ardai Jennefors       |
| Haku (ハク?)/Kohakuflodens ande (ニギハヤミコハクヌシ Nigihayami Kohakunushi?) | Miyu Irino       | Jason Marsden      | Tin Carlsson                  |
| Yubaba (湯婆婆 Yubāba?, lit. "badhushäxan")                                    | Mari Natsuki     | Suzanne Pleshette  | Jana Tornehave                |
| Zeniba (銭婆 Zenība?, lit. "pengahäxan")                                       | Mari Natsuki     | Suzanne Pleshette  | Jana Tornehave                |
| Kamadji (Kamaji) (釜爺 Kamajī?, lit. "ångpannegubben")                         | Bunta Sugawara   | David Ogden Stiers | Henrik Schyffert              |
| Lin (リン Rin?)                                                                | Yumi Tamai       | Susan Egan         | Helena af Sandeberg           |
| Chichiyaku (父役?)                                                             | Tsunehiko Kamijō | Paul Eiding        | Okänd                         |
| Aniyaku (兄役?)/Biträdande chef                                                | Takehiko Ono     | John Ratzenberger  | Okänd                         |
| No-Face (カオナシ Kaonashi?, lit. "ansiktslös")                                | Akio Nakamura    | Bob Bergen         | Henrik Hjelt                  |
| Aogaeru (青蛙? lit. "grodan")                                                  | Tatsuya Gashūin  | Bob Bergen         | Henrik Hjelt                  |
| Bandai-gaeru (番台蛙?)/Förman                                                  | Yō Ōizumi        | Rodger Bumpass     | Steve Kratz                   |
| Boh (坊 Bō?) (Baby)                                                            | Ryūnosuke Kamiki | Tara Strong        | Jacqueline Eklund-Wennerström |
| Akio Ogino (荻野 明夫 Ogino Akio?), Chihiros far                               | Takashi Naitō    | Michael Chiklis    | Torsten Wahlund               |
| Yūko Ogino (荻野 悠子 Ogino Yūko?), Chihiros mor                               | Yasuko Sawaguchi | Lauren Holly       | Madeleine Elfstrand           |
| Flodande (河の神 Kawa no kami?)                                                | Koba Hayashi     | Okänd              | Okänd                         |
| Rädisornas ande (おしら様 Oshira-sama?, lit. "Store vite herren")              | Ken Yasuda       | Jack Angel         | Okänd                         |

## Produktion, distribution och mottagande
Spirited away är en kritikerrosad film som har vunnit många priser och bland dem en Oscar för bästa animerade film på den 75:e Oscarsgalan (mars 2003). Filmen blev en kassasuccé när den hade biopremiär i hemlandet Japan; den drog in motsvarande över 200 miljoner amerikanska dollar och lockade runt 23 miljoner biobesökare. Därmed hamnade Spirited Away i toppen på listan med filmer som dragit in mest pengar i Japans historia, medan Titanic föll ned på andra plats.
Senare dubbades filmen till engelska och hade biopremiär i USA 20 september 2002. Den har visats på biografer runt om i världen och gick även på bio i Sverige, med premiär 19 september 2003. Den har dubbats till ett flertal andra språk, däribland svenska.

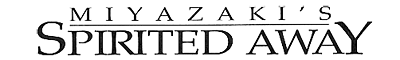
Den engelskspråkiga filmtiteln.

Den franska filmtiteln.

### Distribution och titlar
Den engelska filmtiteln Spirited Away, som även blev svensk titel, betyder "Borttrollad". Och det är vad Chihiro blir i början av filmen, liksom – på ett annat sätt – hennes föräldrar. Den japanska originaltiteln betyder "Sens och Chihiros bergtagning" och syftar på huvudpersonens dubbla identitet; hennes identitet som Chihiro är under större delen av filmen gömd under den nya, den som Sen. Båda identiteterna kan läsas ut ur skrivtecknen för hennes namn.
Titelvalet på andra språk varierar. Ibland är det helt enkelt motsvarande "Chihiros resa" (baskiska, franska, katalanska, spanska, portugisiska), "Chihiros äventyr" (venezolansk spanska) eller "Lilla Chihiros äventyr" (kroatiska, makedonska). Andra titelval omkring resor finns hos "Chihiros resa i andarnas värld" (vietnamesiska), "Chihiros resa till det förtrollade landet" (tyska) och "Resan till fantasin" (tjeckiska). Hänvisning till bortförandet finns hos "Sen och Chihiro i fångenskap hos andarna" (ukrainska) och "Chihiros borttrollning" (ungerska). Trolldom och andar syns vidare hos "Chihiro och häxorna" (danska, norska) och "Andarnas stad" eller "Den förtrollade staden" (italienska, persiska), "Borttrollad", "Borttrollandet" eller "Kidnappade" (arabiska, hebreiska, koreanska, ryska, turkiska) samt "På andarnas vingar" (serbiska).
Den polska varianten är engelsk titel (Spirited Away) och polsk undertitel (W krainie bogów) – "Borttrollad: I gudarnas land". Även på nederländska används den engelska titeln, men där är filmen även känd som "Chihiros resa". Grannspråken lettiska och litauiska har gått olika vägar; medan det förstnämnda har valt det kortfattade Gariem līdzi ("Borttrollad"), är den litauiska titeln det något mer omständliga "Chihiros mirakulösa känsla av äventyr i världen".